# مرادلی (آق‌سو)
مرادلی (به ترکی آذربایجانی: Muradlı) یک منطقه مسکونی در جمهوری آذربایجان است که در شهرستان آق‌سو واقع شده است. مرادلی ۵۵۲ نفر جمعیت دارد.